# Kenny Orange
Kenneth DeWayne Orange, detto Kenny (Spencer, 8 ottobre 1961), è un ex cestista statunitense, professionista in Italia e in Spagna.

## Carriera
Venne selezionato dai Chicago Bulls al nono giro del Draft NBA 1983 (189ª scelta assoluta), ma non giocò mai nella NBA.
In Italia ha giocato per due stagioni con la maglia della Annabella Basket Pavia, in coppia con l'altro americano Cedrick Hordges.

## Palmarès
- All-USBL First Team (1985)